# 莱茵-兰县
莱茵-兰县（Rhein-Lahn-Kreis）是德国莱茵兰-普法尔茨州的一个县，得名于莱茵河和兰河，首府巴特埃姆斯。

## 地理
莱茵-兰县北面与韦斯特林山县，东面与黑森州的林堡-魏尔堡县和莱茵高-陶努斯县，南面与美因茨-宾根县，西面与莱茵-洪斯吕克县、迈恩-科布伦茨县和科布伦茨市相邻。